# Гаврыш, Иван Егорович
Иван Егорович Гаврыш (1918—2002) — советский военный лётчик. Участник Советско-финской и Великой Отечественной войн. Герой Советского Союза (1942). Майор.

## Биография
Иван Егорович Гаврыш родился 16 января (3 января — по старому стилю) 1918 года в селе Лелюховка Кобелякского уезда Полтавской губернии Украинской Народной Республики (ныне село Новосанжарского района Полтавской области Украины) в крестьянской семье. Окончил семь классов сельской школы. Затем переехал в город Орехово-Зуево Московской области. Работал на заводе «Карболит» сначала в прессовом цехе, затем в цехе пресс-порошков. Одновременно занимался в аэроклубе.
В ряды Рабоче-крестьянской Красной Армии И. Е. Гаврыш был призван в 1938 году и направлен в Энгельсское военное авиационное училище лётчиков. С 1939 года младший лейтенант Гаврыш служил в составе 21-го дальнебомбардировочного авиационного полка Ленинградского военного округа. Участвовал в Советско-финской войне. Воевал на бомбардировщике ДБ-3. После окончания Зимней войны полк был переведён на аэродром Саки Одесского военного округа и вошёл в состав 22-й авиационной дивизии 4-го бомбардировочного авиационного корпуса дальнебомбардировочной авиации.
В боях с немецко-фашистскими захватчиками командир звена бомбардировщиков старший лейтенант И. Е. Гаврыш с 23 июня 1941 года. За годы войны сражался на самолётах ДБ-3Ф (Ил-4), СБ, Б-25. 23 июня 1941 года Иван Егорович участвовал в налёте дальнебомбардировочной авиации на нефтепромыслы в Плоешти и порт Констанца (Румыния). С конца июня 1941 года полк входил в состав 50-й авиационной дивизии, а с середины августа 1941 года — ВВС 51-й армии. Иван Егорович участвовал в обороне Крыма, неоднократно по заданию командования выводил из строя батареи немецких дальнобойных орудий в районе Перекопа. В связи с угрозой оккупации Крыма немецкими войсками полк был выведен на Кубань и вновь вошёл в состав 50-й авиационной дивизии. Звено старшего лейтенанта Гаврыша участвовало в сражениях в Донбассе, нанося бомбовые удары по скоплениям войск противника, его аэродромам и инфраструктуре. В конце 1941 года Иван Егорович был произведён в капитаны и представлен к ордену Красного Знамени, но награждение не состоялось. Всего к апрелю 1942 года капитан И. Е. Гаврыш совершил 90 успешных боевых вылетов, в том числе 77 вылетов ночью, сбросил 82 тонны авиабомб. В воздушных боях экипаж Ивана Егоровича сбил немецкий бомбардировщик Хе-111.
Указом Президиума Верховного Совета СССР «О присвоении звания Героя Советского Союза начальствующему составу Военно-воздушных сил Красной Армии» от 20 июня 1942 года за «образцовое выполнение боевых заданий командования на фронте борьбы с немецкими захватчиками и проявленные при этом отвагу и геройство» удостоен звания Героя Советского Союза с вручением ордена Ленина и медали «Золотая Звезда».
К марту 1942 года 21-й дальнебомбардировочный авиационный полк окончательно сосредоточился на дальнебомбардировочной работе, преимущественно ночью, и 18 марта 1942 года был переименован в 21-й авиационный полк дальнего действия. До августа 1943 года капитан И. Е. Гаврыш, действуя в интересах Ленинградского, Западного и Степного фронтов, совершил около 80 боевых вылетов на бомбардировку инфраструктуры противника и его переднего края обороны. К августу 1943 года Ивана Егоровича произвели в майоры и назначили командиром 2-й эскадрильи 22-го гвардейского авиационного полка 5-й гвардейской авиационной дивизии 4-го гвардейского авиационного корпуса авиации дальнего действия. В 1943—1944 годах эскадрилья гвардии майора И. Е. Гаврыш участвовала во всех крупных операциях РККА. Особенно интенсивно авиация дальнего действия работала в ходе Курской битвы и Ясско-Кишинёвской операции. Активно Иван Егорович участвовал в специальных заданиях командования: снабжении югославских партизан, высадке диверсионных и разведывательных групп.
К началу 1945 года авиация дальнего действия в связи с уменьшением радиуса действия стала постепенно утрачивать своё значение и 6 декабря 1944 года на её базе была создана 18-я воздушная армия. 26 декабря 1944 года 22-й гвардейский авиационный полк дальнего действия был преобразован в 238-й гвардейский бомбардировочный авиационный полк. Эскадрилья гвардии майора И. Е. Гаврыша участвовала в Висло-Одерской, Восточно-Прусской и Берлинской наступательных операциях. Сам Иван Егорович по состоянию здоровья почти не летал, но активно занимался подготовкой молодых лётчиков. В последние дни войны он участвовал в бомбардировках Зееловских высот. Всего за годы войны гвардии майор И. Е. Гаврыш совершил 202 боевых вылета. Победу он встретил на аэродроме Текел в Венгрии.
После войны Иван Егорович не смог продолжить службу в армии вследствие тяжёлой травмы позвоночника, полученной на фронте. В 1946 году он был уволен в запас. Жил в Москве. Закончив Всесоюзный заочный экономический институт, с 1947 по 1973 год работал в Министерстве автомобильного транспорта РСФСР. Перед выходом на пенсию занимал должность заместителя начальника одного из главков министерства. С 1973 года И. Е. Гаврыш на пенсии. Вёл активную работу по военно-патриотическому воспитанию молодёжи. 1 февраля 2002 Иван Егорович скончался. Похоронен в Москве на Троекуровском кладбище.

## Награды
- Медаль «Золотая Звезда» (20.06.1942).
- Орден Ленина (20.06.1942).
- Орден Красного Знамени (29.12.1943).
- Орден Отечественной войны 1 степени — дважды (25.07.1945; 1985).
- Медали.

## Документы
- Общедоступный электронный банк документов «Подвиг Народа в Великой Отечественной войне 1941—1945 гг.» Архивировано 13 марта 2012 года. № в базе данных 150006582. Архивировано 16 мая 2012 года., 18423954. Архивировано 16 мая 2012 года., 25495052. Архивировано 16 мая 2012 года.